# Micro Machines
Micro Machines var en serie leksaksbilar som Galoob (senare del av Hasbro) tillverkade, och nådde stora framgångar med från 1980-talets andra halva och fram till slutet av 1990-talet.
Tidig TV-reklam för bilarna innehöll skådespelaren John Moschitta, Jr., som då var listad i  Guinness rekordbok som "världens snabbaste talare".

### Fotnoter
1. ↑  David Falk (5 juni 2008). ”Minimala minisar” (på svenska). Automobil. http://www.automobil.se/slask/minimala-minisar-701. Läst 10 mars 2017.